# Rashgand
Rashgand (persiska: رَشكَند, رشگند, رَشگوند, Rashgūnd) är en ort i Iran.   Den ligger i provinsen Västazarbaijan, i den nordvästra delen av landet, 600 km väster om huvudstaden Teheran. Rashgand ligger 1 573 meter över havet och antalet invånare är 208.
Terrängen runt Rashgand är huvudsakligen kuperad. Rashgand ligger nere i en dal. Runt Rashgand är det ganska tätbefolkat, med 116 invånare per kvadratkilometer. Närmaste större samhälle är Seh Kānī, 6,2 km söder om Rashgand. Trakten runt Rashgand består i huvudsak av gräsmarker.